# Твифлинген
Твифлинген (нем. Twieflingen) — община в Германии, в земле Нижняя Саксония.
Входит в состав района Хельмштедт. Подчиняется управлению Хезеберг. Население составляет 757 человек (на 31 декабря 2010 года). Занимает площадь 18,78 км².
Община подразделяется на 3 сельских округа.
| Год  | Население |
| ---- | --------- |
| 1990 | 775       |
| 1995 | 800       |
| 2000 | 803       |
| 2005 | 762       |
| 2010 | 738       |